# Ніч скорботи
Ніч скорботи (La Noche Triste) — відступ іспанських конкістадорів на чолі із Ернаном Кортесом в ніч з 30 червня на 1 липня 1520 року зі столиці ацтеків Теночтітлана. При цьому іспанці та їх союзники тлашкаланці зазнали значних втрат.

## Передумови
Іспанці з листопада 1519 до червня 1520 року контролювали більшу частину Теночтітлана, тримаючи в заручниках великого тлатоані Монтесуму II та частину ацтекської знаті. За цей час конкістадорам вдалося часткового залякати населення міста, а також награбувати багато золота та коштовного каміння. Водночас у червні Кортесу вдалося ліквідувати небезпечного для себе суперника — Панфіло де Нарваеса, вояки якого перейшли на бік Кортеса. В результаті сили іспанців та тлашкаланців у Теночтітлані значно зросли.
Водночас поступово зростала ненависть до окупантів. Приводом до початку відкритого конфлікту послугувала смерть Монтесуми II 27 червня 1520 року. Це стало сигналом до повстання проти іспанських загарбників. Останні опинилися в облозі в середині імператорського кварталу. Швидко становище Кортеса та його загону погіршилося. Запаси харчів катастрофічно зменшилися: лише один раз в день солдати отримували кілька скибочок хліба. Вода теж строго нормувалося, оскільки викопаний колодязь наповнювався дуже повільно.
Проломи в стінах, що оточували імператорський палац, з кожним днем ставали більше, підходили до кінця запаси пороху. Водночас посилювалося невдоволення солдатів. Тому Кортес вирішив відходити з Теночтітлана, скориставшись тлакопанською греблею: вона була коротшою, ніж іншиі й простягалася лише на 2 милі. Водночас він наказав розвідати найнебезпечніші ділянки майбутнього шляху — мости, що перетинають греблю — і, якщо вони дійсно зруйновані, спробувати відновити їх.
Кортес вирішив застосувати в майбутній розвідці боєм рухомі вежі власної конструкції. То були збиті з дощок і тесу двоповерхові коробки з бійницями, що виходили на всі боки. У кожній вежі містилося 25 бійців. Ці досить громіздкі і незграбні споруди було поставлено на колеса. Вежі тягли, вхопившись за канати, десятки тлашкаланців. За 2 дні іспанцям вдалося з великою напругою сил відновити переправи через 7 каналів. Охороняти шлях до греблі було доручене спеціальному загону.
Після тривалих суперечок було вирішено відступати з міста вночі. Щоб дезорієнтувати ацтеків, Кортес 29 червня випустив на волю одного з полонених жерців. Кортес доручив йому передати своїм співвітчизникам, що через тиждень іспанці залишають Теночтітлан і, якщо їм буде надано вільний прохід, вони повернуть ацтекам усе золото. Водночас з настанням ночі 30 червня за його наказом золото, срібло і дорогоцінні камені, що зберігалися в коморах, були знесені у велику кімнату. Частина з неї, що доводилася на частку короля Іспанії та імператора Священної Римської імперії Карла V була нав'ючена на 8 коней і навантажена на 80 тлашкаланців. Рештки скарбів розібрали конкістадори.

## Ніч скорботи
У ніч із 30 червня на 1 липня 1520 року війська Кортеса вийшли з укріплень. В авангарді йшло більш як 200 піхотинців. Вони повинні були розчищати шлях, якщо зустрінуться ацтеки. Потім рухався загін з 400 тлашкаланців і 150 іспанців, якому було доручено пересувати і захищати переносний міст, побудований напередодні. Кортес знав, що в тлакопанській греблі було 3 проломи, і наказав завчасно побудувати міцний переносний міст, по якому можна було б провести гармати і коней.
Центром командував Кортес. Його загін охороняв коней і носильників, навантажених золотом, а також жінок і заручників з числа полонених і придворних Монтесуми. В ар'єргарді були кіннота, артилерія і значна частина солдатів Нарваеса.
Поступово вони досягли греблі. Водночас, виконуючи накази Квітлавака, ацтекські частини, сховані в будівлях головної вулиці, безперешкодно пропустили армію Кортеса. Їй дали можливість віддалитися на таку відстань від своїх квартир, щоб не змогли до них повернутися. Коли іспанці й тлашкаланці почали поспішно наводити міст через протоку, що відокремлює вулицю від греблі, ацтеки їх атакували. Серед іспанців розпочалася паніка, до того ж багато з них несли важкі скарби і не могли якісно чинити спротив. У перші хвилини багато з них потонули в каналах. Всю ніч на різних ділянках греблі йшла найжорстокіша битва. І лише зі світанком вцілілі іспанці та їхні союзники тлашкаланці залишили позаду греблю і вибралися на берег. Кортес врятувався вплав.
Дві третини армії Кортеса (близько 800 іспанців та 2000 тлашкаланців) полягло в боях, затонуло або було захоплено в полон. Загинули найкращі бойові офіцери і солдати, майже вся кавалерія, більша частина особистої зброї, провіант, обмундирування, прапори, втрачені скарби. Водночас потонули заручники іспанців — Какамацін, діти Монтесуми II. Були втрачені щоденники Кортеса і все діловодство, записи королівського нотаріуса, яким Кортес надавав велике значення.
Кортес та залишки його військ врятувалися лише тому, що ацтеки не стали їх переслідувати.